# Akhmad Kadyrov
Akhmad Kadyrov (Caraganda, 23 de agosto de 1951 — Grózni, 9 de maio de 2004) foi  um político e líder nacionalista da Chechênia. Foi chefe Mufti da República Chechena de Ichkeria nos anos 90 durante e após a Primeira Guerra da Chechénia.
No início da Segunda Guerra da Chechénia mudou de lado, oferecendo os seus serviços ao governo russo, e mais tarde tornou-se presidente da República da Chechénia a partir de 5 de outubro de 2003, atuando como chefe da administração pró-russa desde julho de 2000.
Em 9 de maio de 2004, foi assassinado por islamistas chechenos em Grozny, usando uma bomba durante um desfile  em memória da Segunda Guerra Mundial. O seu filho, Ramzan Kadyrov, que liderou a milícia do seu pai, tornou-se um dos seus sucessores em março de 2007 como presidente da República da Chechénia. 